# Bellevue (Ohio)
Bellevue – miasto w Stanach Zjednoczonych, w stanie Ohio.
Liczba mieszkańców w 2000 roku wynosiła 8196.